# The Love Machine
The Love Machine (br:  A Máquina do Amor) é um drama norte-americano, adaptação cinematográfica de 1971 do romance homônimo de Jacqueline Susann. Foi dirigido por Jack Haley, Jr., e estrelado por John Phillip Law, Dyan Cannon, Robert Ryan, Jackie Cooper e David Hemmings.

## Sinopse
Robin Stone trabalha em uma grande rede de televisão fazendo notícia. Ele se encontra com muitas mulheres, entre elas Judith Austin, a esposa de um executivo da rede. 
Judith pede que seu marido Greg promova Robin e ele faz isso. Robin e Judith, em seguida, entram em um caso extraconjugal enquanto seu marido está no hospital por problemas cardíacos. 
A namorada de Robin, a modelo Amanda, descobre o que está acontecendo, deixando Robin enfrentar aqueles que se ressentem pela sua promiscuidade sexual, incluindo seu chefe.

## Elenco
- Dyan Cannon .... Judith Austin
- John Phillip Law .... Robin Stone
- Robert Ryan .... Greg Austin
- Jackie Cooper .... Miller
- David Hemmings .... Nelson
- Jodi Wexler .... Amanda